# Who Dat (Young Jeezy)
Who Dat is de eerste single van het derde studioalbum van de Amerikaanse rapper Young Jeezy, "The Recession". In tegenstelling tot andere videoclips van Young Jeezy werd bij de videoclip van dit nummer voornamelijk gebruikgemaakt van de chroma keytechniek. 